# Cosmopterix etmylaurae
Cosmopterix etmylaurae là một loài bướm đêm thuộc họ Cosmopterigidae. Nó được tìm thấy ở Costa Rica.
Cánh trước dài 2,9-3,5 mm.
Ấu trùng ăn Ipomoea neei. Chúng ăn lá nơi chúng làm tổ. 